# 渇きの海
『渇きの海』（かわきのうみ、原題"A Fall of Moondust"）は、アーサー・C・クラークが1961年に発表した長編ハードSF小説。1963年度ヒューゴー賞ノミネート作品。
原書"A Fall of Moondust"はヴィクター・ゴランツ社（Victor Gollancz Ltd.）より1961年に刊行された。
日本語版はハヤカワ・SF・シリーズから深町真理子訳で『渇きの海』として1965年に刊行され、1977年にハヤカワ文庫SFに収録された。
なおロシア語、セルビア語、トルコ語、フィンランド語、スロバキア語、ブルガリア語にも翻訳されている。

## あらすじ
21世紀、月面には多数の人類が移民し、暮らせるようになっていた。
観光事業のひとつとして月独特の細かな砂で満たされた直径100kmにおよぶ広大な堆積地「渇きの海」では、
砂上遊覧船「セレーネ号」による観光遊覧が行われていた。
あるとき「渇きの海」の地下変動によって流砂となり浮力を失った砂に、航行中のセレーネ号が飲み込まれてしまう。
遊覧船は砂上を航行する｢船｣であり、推進装置といえばプロペラスクリューのみ。
また一度飲み込まれると、「砂」の比重の関係で再び自然に浮上することは数千年後になる。
さらに砂の層が電磁波を通さないために、無線連絡することもできない。
やがて、覆いかぶさる砂の重みで船が潰されるか、砂の断熱作用で船内の熱排出ができなくなり、温度上昇が致命的になるのは時間の問題である。
しかも救助隊にとって、沈んだ船の位置を突き止めることは非常に困難であり、
かつ同型船が無いことから、現場まで運搬できる機材の量も限られている。
そんなとき、上空のステーションに勤務する男が、あるものの痕跡を探すことを思いつく。
そのような極限状況下での船内・船外の人間関係、そして科学技術の粋を尽くした救助作業とその成功が描かれる。

## 設定
砂の海
かつて本格的な月面探査が行われるまでは、月の細かい砂（レゴリス）は重いものを支えられないのではないかといわれていた。中には、レゴリスは特殊な電磁気的条件により水のように流動しているとされる仮説まで出された。『渇きの海』はこの仮説に基づき描かれており、劇中でもそのような描写が見られる。
セレーネ号
プロペラスクリューで稼働する砂上遊覧船。定期観光船として「渇きの海」で運行。
流動化した砂に飲み込まれ、水深（地下）およそ15mに沈没する。事故発生当時は乗員乗客合わせて22名が乗船していた。空気、食料の備蓄は一週間から十日分を搭載している。

## 登場人物
- パット・ハリス：セレーネ号の船長
- スー・ウィルキンズ：同号の客室乗務員
- ハンスティーン提督：セレーネ号の乗客。かつて冥王星探査を指揮した宇宙船乗り
- オルセン：月面基地ポート・クラヴィウス行政庁長官
- デイヴィス：月面観光局局長
- ローレンス：ファーサイド技術部長
- トマス・ローソン：中継衛星ラグランジュ2号の天文学者
- ヴィンセント・フェラーロ：イエズス会の神父。月物理学者。月の地殻変動を監視・研究している。
- モーリス・スペンサー：インタープラネット・ニューズ社編集局長

## 書誌情報
- 『渇きの海』（深町真理子訳、早川書房、ハヤカワ・SF・シリーズ）1965年
のちハヤカワ文庫SF235 1977年
のちハヤカワ文庫SF、ハヤカワ名作セレクション【新装版】 2005年

## ラジオドラマ
NHK-FMのラジオドラマ番組「FMアドベンチャー」で、『渇きの海』として1984年9月24日から同年10月12日まで各回10分の全15回放送された。
- 脚色：瀧沢ふじお
- 演出：花房実
- 出演：中尾隆聖、鵜飼るみ子、高木均、八木光生、大木民夫ほか
- ナレーション：矢島正明